# 拓北
拓北（たくほく）は北海道札幌市北区にある地名。JR北海道 学園都市線拓北駅の周辺の住宅地である。
また、篠路新川以北の一帯を指して篠路町拓北と呼ぶ。もとは周辺の全域が篠路町拓北であったが、学園都市線沿いにあいの里ニュータウンが造成されたため、飛び地のようになっている。

## 歴史
札幌市北区の北東端、石狩川に接する辺りは、かつて釜谷臼（かまやうす）と呼ばれていた。アイヌ語で「平岩の岸があるところ」を意味する「カマ・ヤ・ウシ」に由来する地名である。
明治10年代から入植者たちが訪れ、以下の部落が形成された。
興産社（こうさんしゃ）
1881年（明治14年）4月、滝本五郎・阿部興人兄弟をはじめとする徳島県人が、5万円の資本金をもって「興産社」を結成して土地の貸下げを受けた。翌1882年（明治15年）、徳島県より移住者を募って開墾を始める。
1885年（明治18年）からは藍の栽培に専念するが、赤字がかさんだため1897年（明治30年）に普通の畑作に転換した。
1902年（明治35年）ごろの地図にはまだ興産社の事務所が記載されていたが、その後に農場を手放して興産社は解散した。
山口（やまぐち）
一帯の最北端で、明治初期には農場の持ち主の名を取って「山田開墾」と呼ばれていた。
1892年（明治25年）、山口県人たちが農場を引き継いだため、「山口開墾」と改称された。
大野地（おおやち）
一帯の南部で、泥炭低湿地であったためこの名がついた。
1890年（明治23年）、アカンボ川排水溝が開削されたため土地が改良され、農耕地となった。
1937年（昭和12年）3月3日の篠路村字名改称地番変更協議会にて、興産社・釜谷臼・大野地は北海道拓殖銀行の社有地であることと、拓殖精神を強調する意味から、一帯を拓北と改称することが決議された。
1958年（昭和33年）7月、待望された鉄道駅が設けられ、旧地名をとって釜谷臼駅と名づけられる。
1983年（昭和58年）11月21日以降、拓北駅周辺の住宅地が「篠路町拓北」から「拓北○条○丁目」へと町名変更されていく。
1984年（昭和59年）8月27日、ニュータウン造成によりあいの里が区分される。1995年（平成7年）3月16日には釜谷臼駅も「あいの里公園駅」となり、旧地名は消失した。

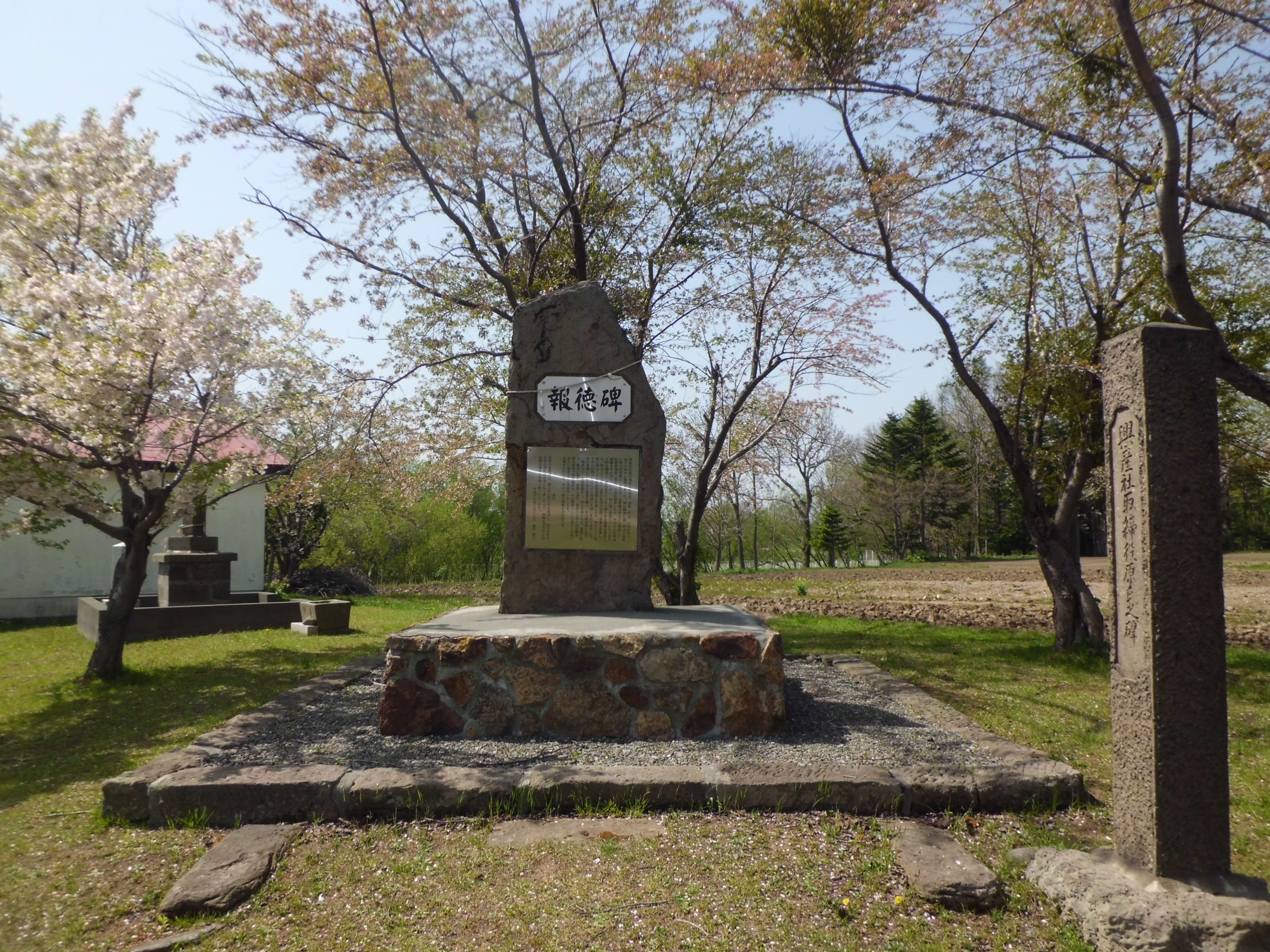
滝本五郎「報徳碑」
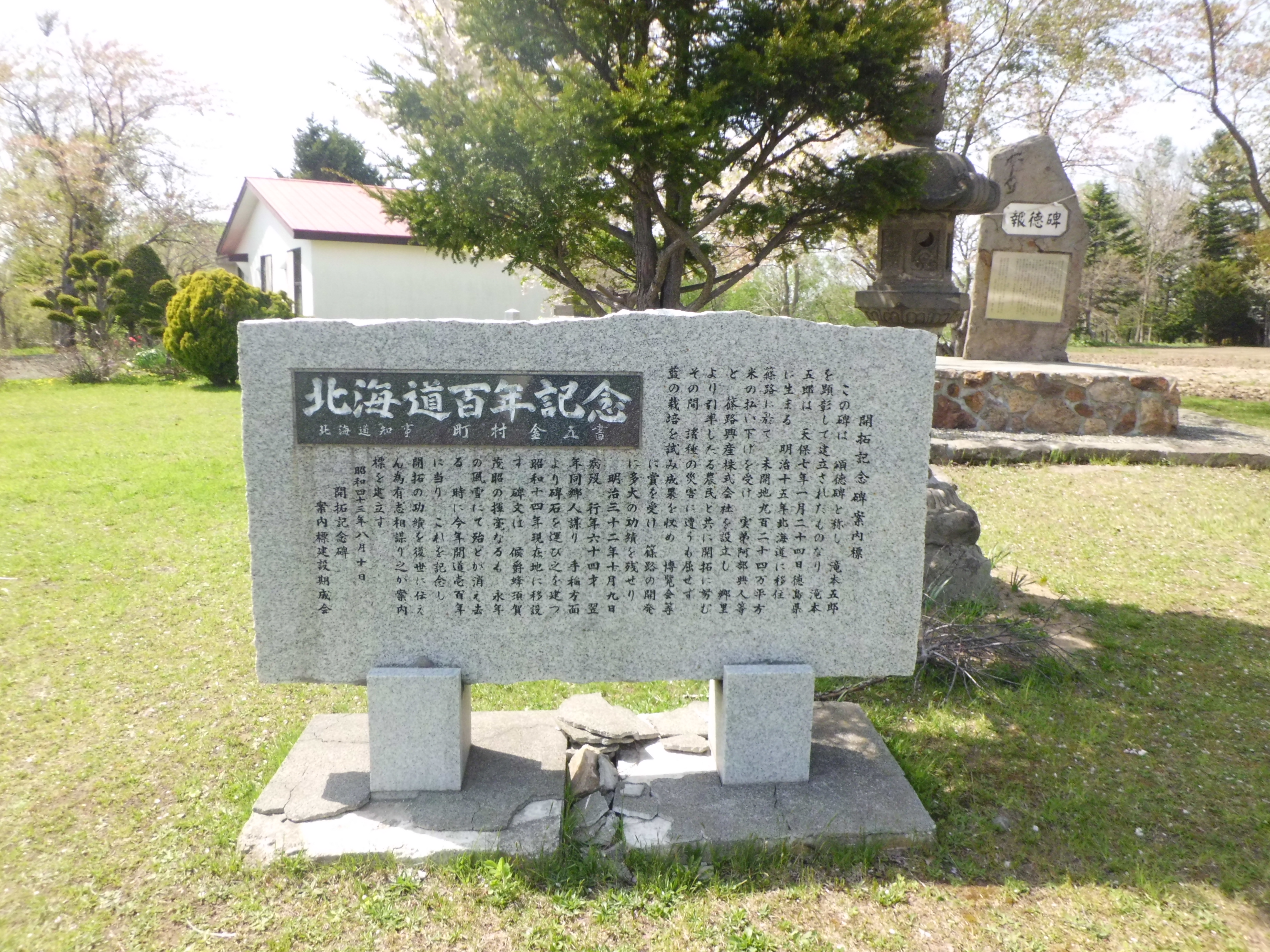
「北海道開拓百年」碑
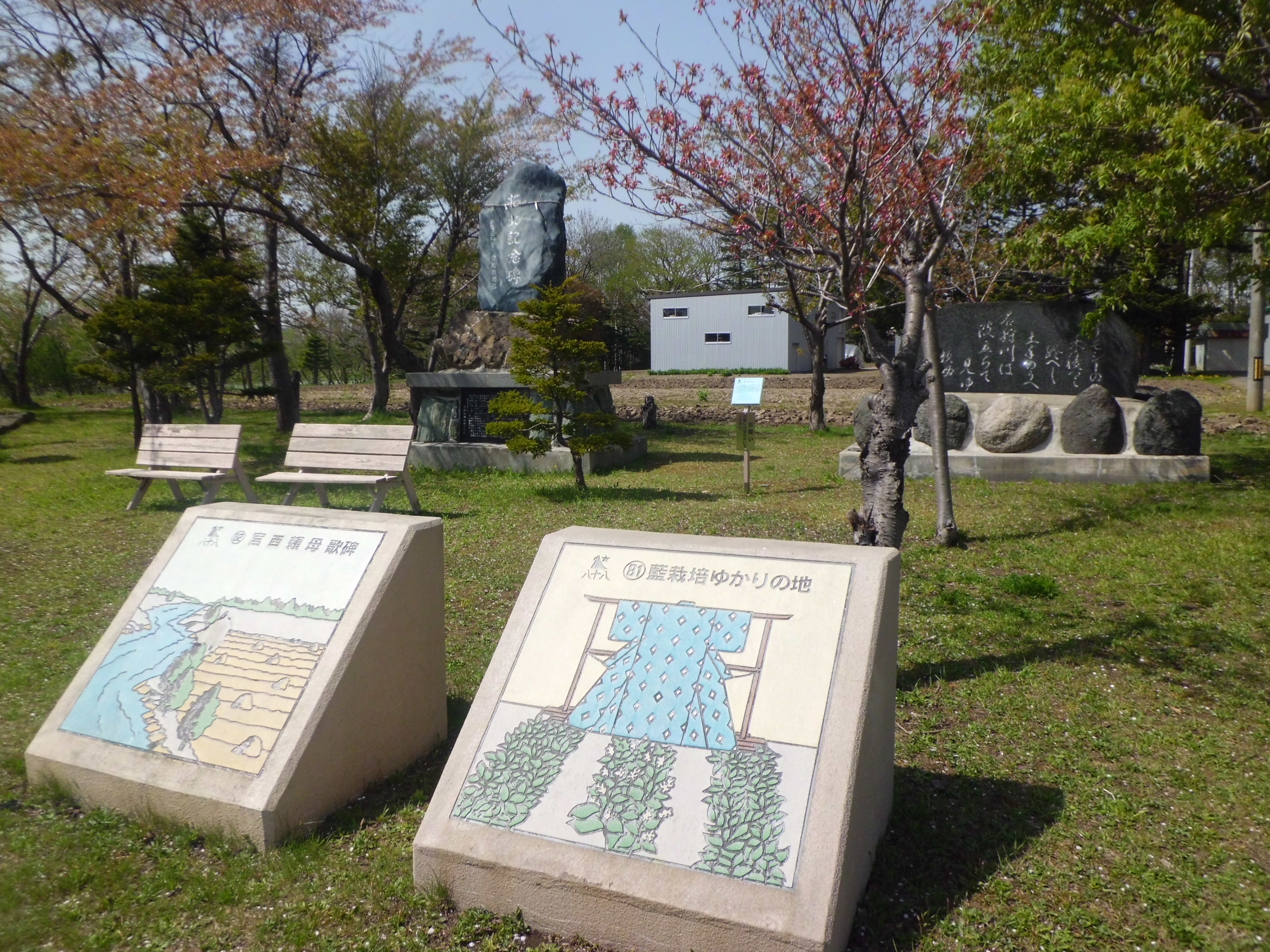
拓北記念碑
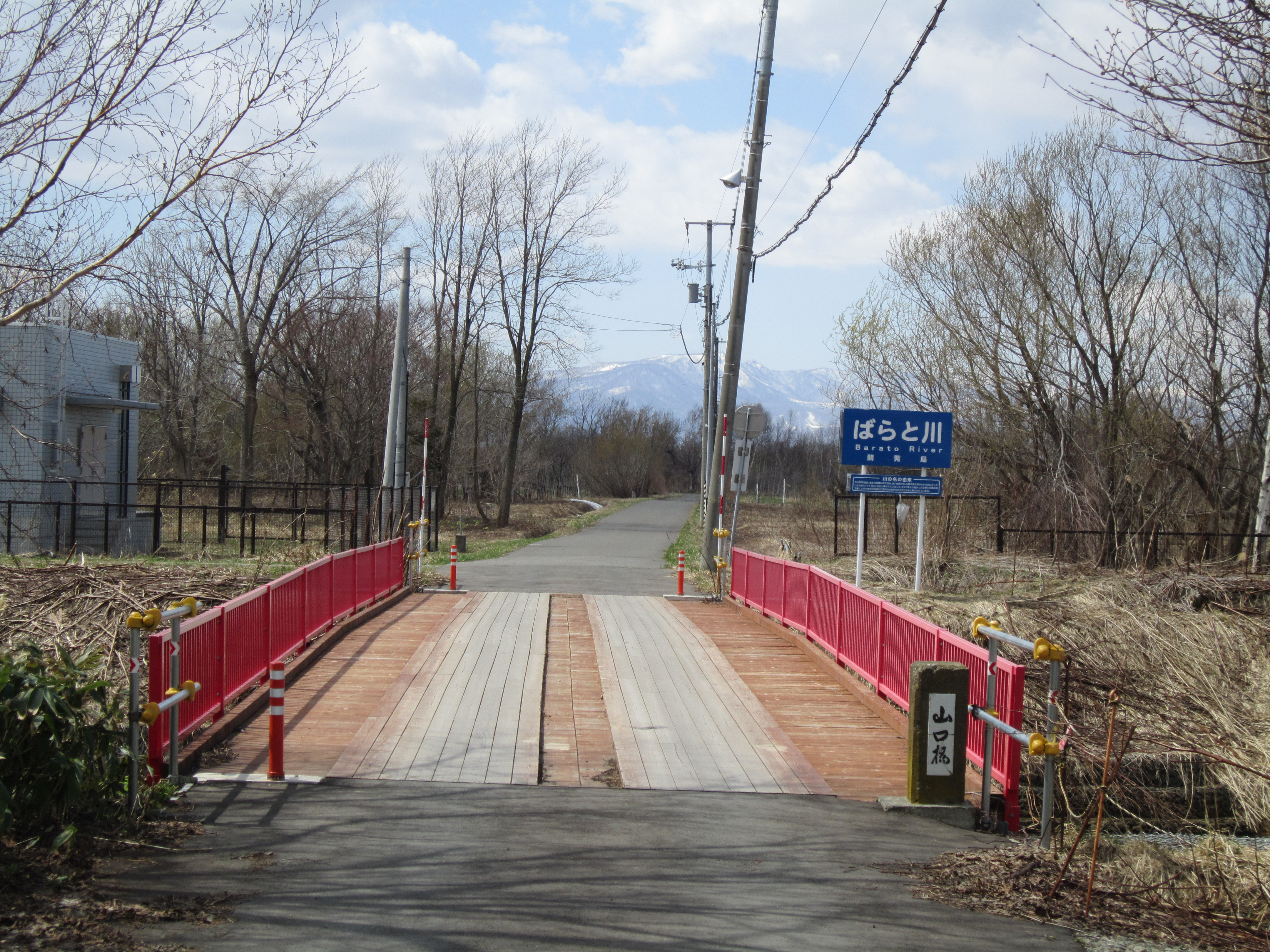
旧地名を21世紀に残す山口橋

## 施設
- JR北海道 拓北駅（拓北6-3）
- 札幌市立拓北小学校（あいの里2-1）
- 札幌三育小学校（拓北4-1）

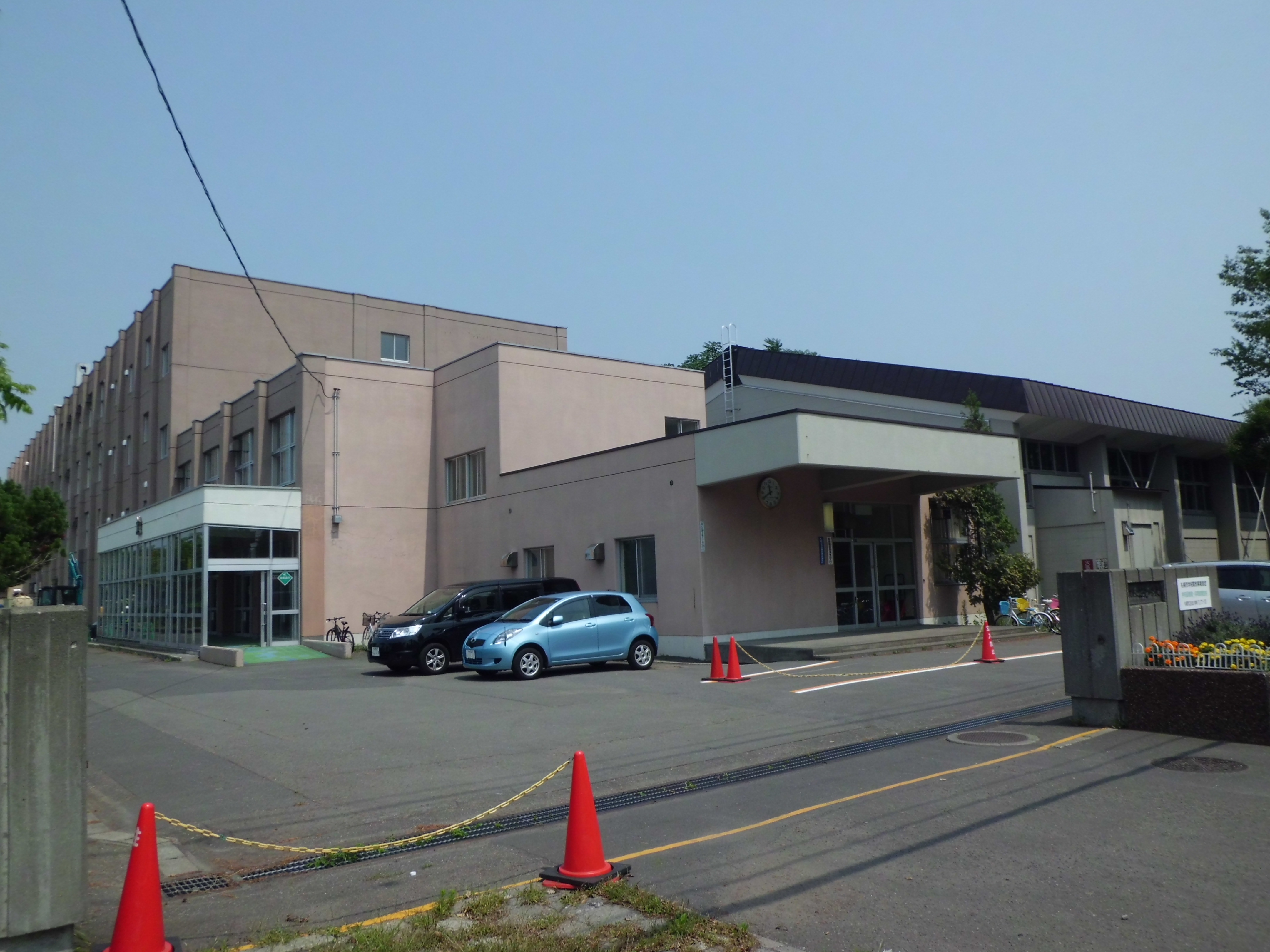
拓北小学校
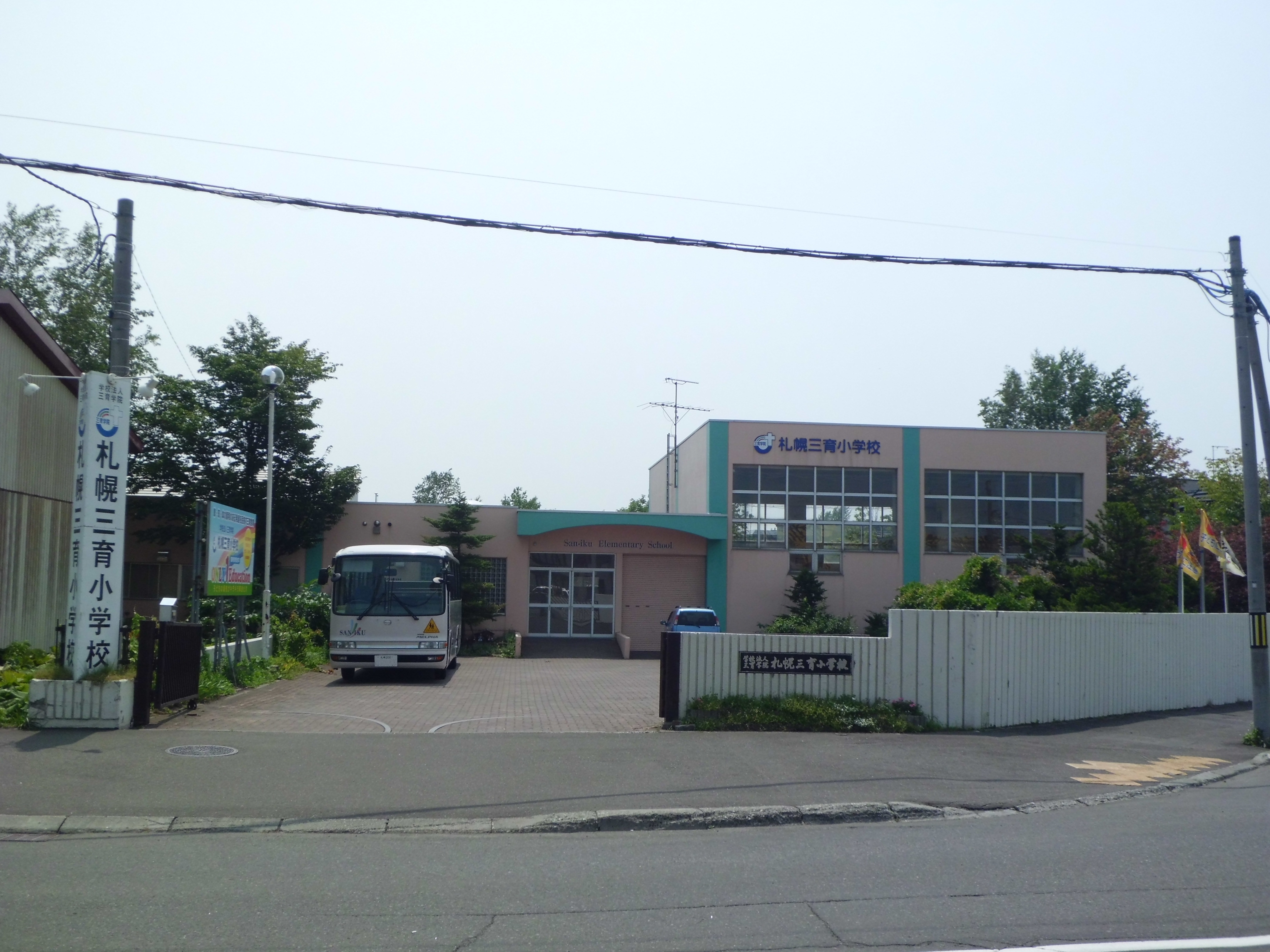
札幌三育小学校